# Peggy Touvier
Pour les articles homonymes, voir Milei.
Peggy Touvier, est une joueuse de pétanque française.

## Biographie
Elle est l'ex femme de Pascal Milei, joueur de pétanque.

## Clubs
- ?-? : Pétanque Maconnaise (Saône-et-Loire)

## Palmarès

### Séniors

#### Championnats du Monde
Finaliste
- Triplette 1998 (avec Aline Dole, Ranya Kouadri et Angélique Colombet) :  Équipe de France[1]

#### Championnats de France
Finaliste
- Doublette mixte 1999 (avec Zvonko Radnic) : Pétanque Mâconnaise[2],[3]

#### Millau

##### Mondial de Millau (1993-2002)
Vainqueur
- Tête à tête 1997